# Fungiacyathus (Fungiacyathus) paliferus
Fungiacyathus (Fungiacyathus) paliferus is een rifkoralensoort uit de familie van de Fungiacyathidae. De wetenschappelijke naam van de soort is voor het eerst geldig gepubliceerd in 1902 door Alcock.